# Harry Linacre
James Henry „Harry” Linacre (1880. június 20. – 1957. május 11.), angol profi labdarúgó, aki a Derby County, valamint a Nottingham Forest kapusa volt egykor. Anglia nemzeti színeiben két alkalommal lépett pályára.

## Pályafutása
Linacre a Derbyshire-i Aston-on-Trent-ben született. Szülei James Anthony és Annie Linacre farmerkedéssel foglalkoztak.
Pályafutása alatt végig unokatestvéreivel, Fred és Frank Formannel játszott együtt. Részese volt a Nottingham Forest 1905-ös Dél-Amerikai túrájának, ahol mindössze három találatot kapott ellenfeleitől.

## Válogatott
1905. március 27-én, Wales ellen mutatkozott be az angol nemzeti csapatban, majd a négy nappal később esedékes Skócia elleni meccsen szerepelt utoljára a válogatottban.

## Magánélete
Karrierje befejezése után építési vállalkozóként dolgozott tovább unokatestvérével Frankkel. 1957-ben Nottinghamben hunyt el.